# U Radošína
U Radošína je přírodní památka jihozápadně od obce Chudenín v okrese Klatovy v Plzeňském kraji. Chráněné území je ve správě Krajského úřadu Plzeňského kraje.

## Předmět ochrany
Důvodem ochrany je opuštěný lom v amfibolitu, typová lokalita v oblasti domažlického krystalinika.

## Galerie

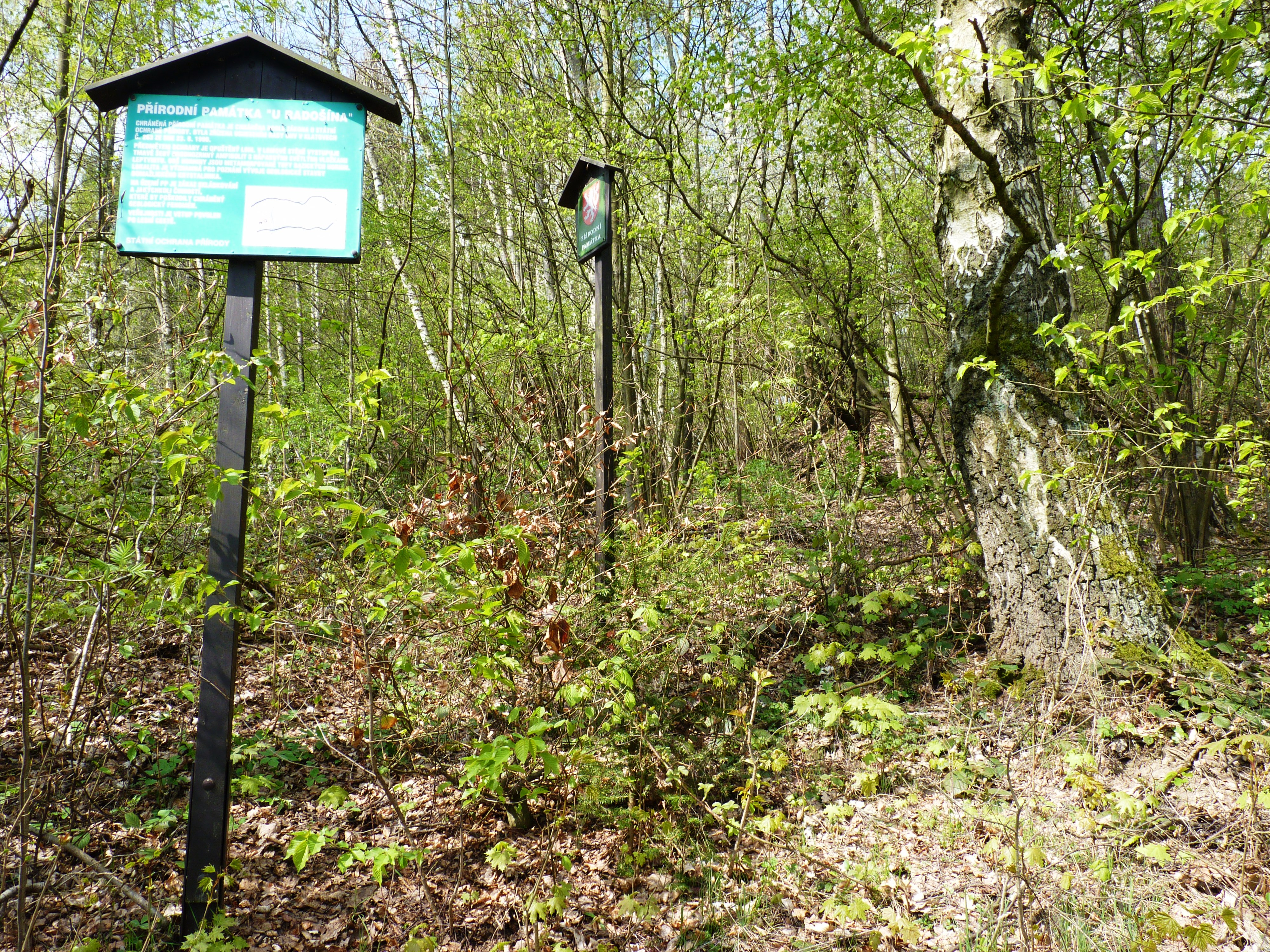
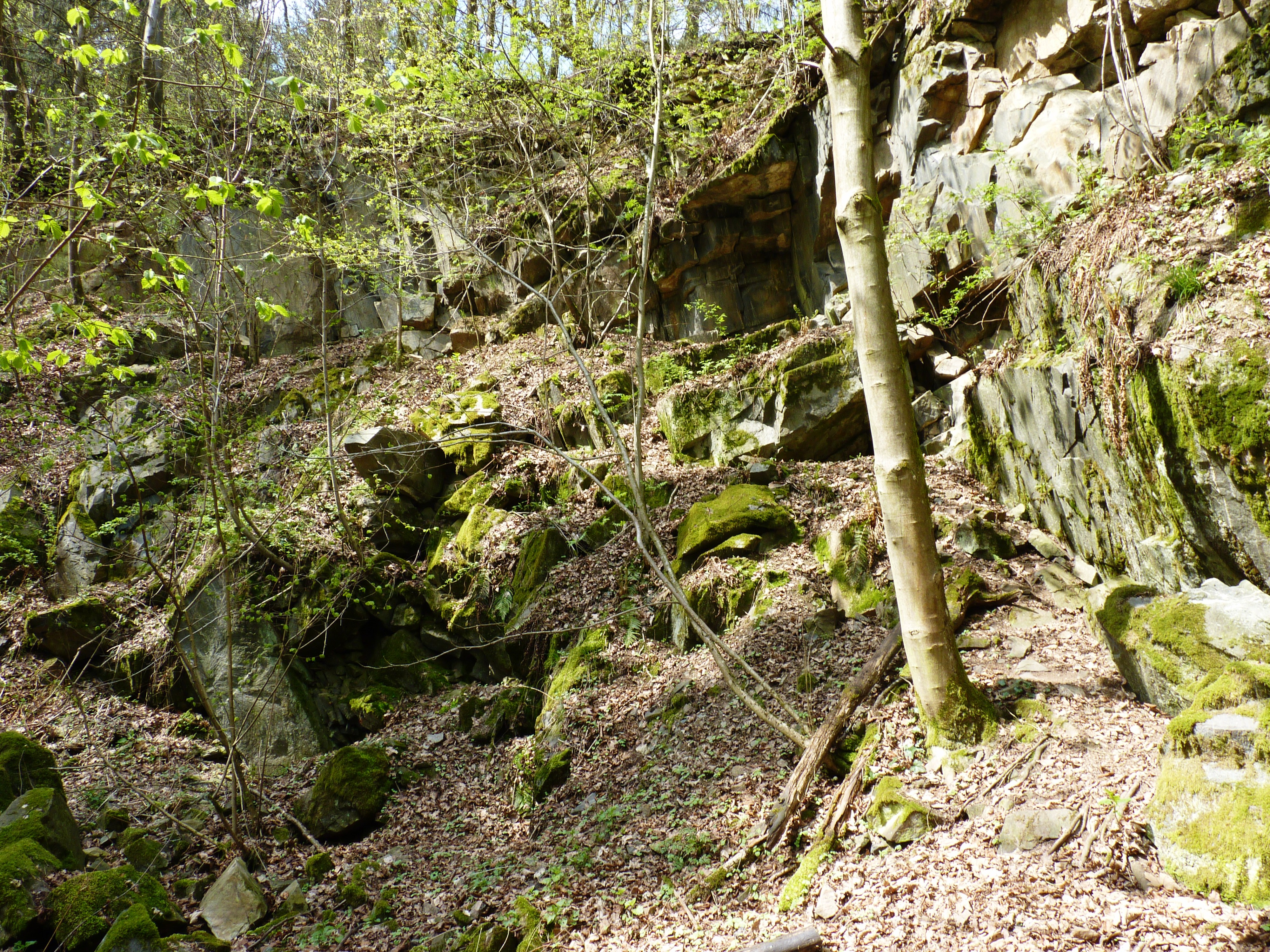
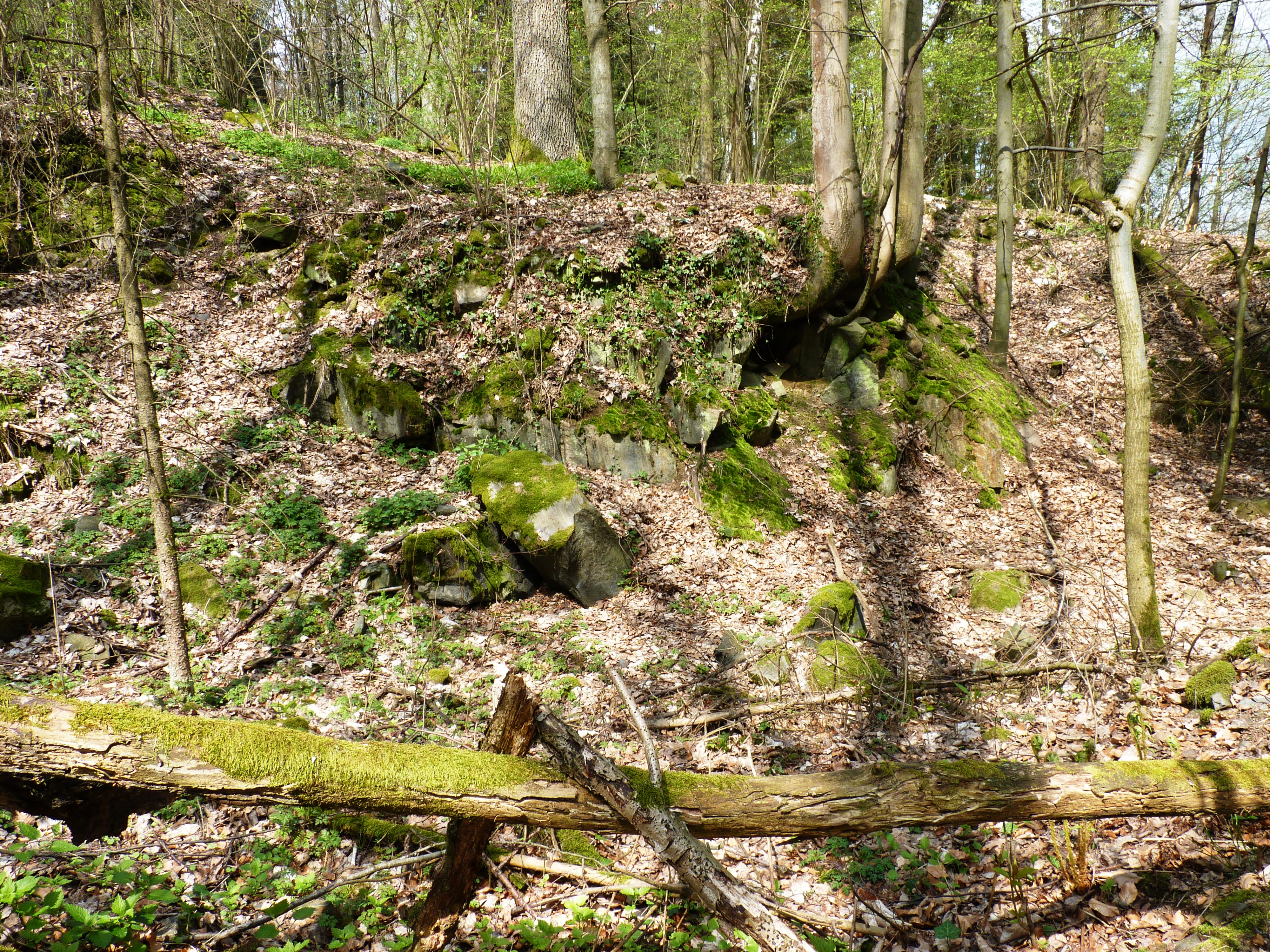